# Basiliques
Droit byzantin
Droit du haut Moyen Âge
Procheiron
Pour les articles homonymes, voir Basilique.
Les Basiliques (en grec Βασιλικά [sc. νόμιμα], lois impériales) sont un code législatif de l'Empire byzantin, promulgué à la fin du IXe siècle par l'empereur Léon VI le Sage.

## Composition

### Motifs
Cette réforme du droit fut motivée par la grande incertitude qui régnait au IXe siècle dans l'interprétation du droit romain, représenté par le Corpus juris civilis promulgué au VIe siècle, en latin, par Justinien Ier, avec les Novelles de cet empereur et la Paraphrase en grec des Institutes par le juriste Théophile, mais aussi par l'Ecloga de l'empereur Léon III l'Isaurien (726), qui avait été la première grande tentative de mise à jour du droit à Byzance. Des conflits de doctrine entre juristes s'étaient manifestés dès le VIe siècle, et l'Ecloga n'avait fait qu'ajouter à la confusion. Le système d'enseignement du droit, qui fut aussi réformé par Léon VI, était également mis en cause.

### Exécution
La grande réforme fut mise en chantier vers 877 par Basile Ier le Macédonien, qui publia vers 885 une Introduction (en grec ancien : Εἰσαγωγή), qui est un sommaire du Corpus iuris civilis avec des additions attribuées au patriarche Photios Ier. Par rapport à l'Ecloga, l'Eisagogue rétablissait d'anciennes lois, et surtout posait les bases d'une prise en compte beaucoup plus large du Corpus iuris civilis. À la mort de Basile Ier, une bonne partie du nouveau code était prête avec 40 livres, alors que la version définitive en compte 60.
En dépit de son hostilité envers son prédécesseur et envers Photios Ier, Léon VI fit poursuivre l'entreprise sous la supervision du nouveau Logothète du Drome, Stylianos Tzaoutzès; elle fut confiée à une commission présidée par le patrice Symbatikios. Le nouveau code, en soixante livres, fut promulgué en 888. Entièrement en grec, il se fonde sur d'anciennes traductions, paraphrases et commentaires, et inclut à la fois le Code Justinien, le Digeste, les Institutes et les Novelles. Certaines parties considérées comme obsolètes sont éliminées, et le reste fait l'objet d'un réarrangement. En outre, ce corpus juridique est mis à jour par l'ajout de cent treize novelles supplémentaires (promulguées en bloc à une date située entre 888 et 893). Le titre originel de cet ouvrage paraît avoir été Purification des anciennes lois (en grec ancien : Ἀνακάθαρσις τῶν παλαιῶν νόμων). Entre 870 et 880, une version révisée de l'Eisagôgê, intitulée le Manuel (en grec ancien : Πρόχειρον), fut publiée.

## Diffusion

### À Byzance
Le volume considérable de l'ouvrage limita la multiplication de ses copies, et nous savons que dès l'époque byzantine sa diffusion était restreinte : à la fin du XIIe siècle, une lettre du patriarche Marc III d'Alexandrie adressée au canoniste (et patriarche d'Antioche) Théodore Balsamon atteste la difficulté, dès cette époque, de s'en procurer une copie. En fait, c'étaient des résumés et des sommaires qui circulaient. Cette circonstance explique que, malgré leur importance historique, les Basiliques ne nous sont pas parvenus en intégralité.

### En Occident
Ils furent du reste très longtemps ignorés des juristes occidentaux : le Corpus juris civilis fut redécouvert en Italie vers 1070, mais ce ne fut qu'en 1533 que le juriste néerlandais Viglius Zuichemus, dans la préface de son édition de la Paraphrase de Théophile, attira l'attention de ses collègues sur l'importance des Basiliques dans l'histoire du droit romain. La première édition globale avec traduction latine, en sept volumes, fut faite à Paris en 1647 par Charles Annibal Fabrot, commissionné pour cela par le roi Louis XIII, qui lui avait alloué un traitement annuel de 2000 livres et avait mis l'imprimerie royale à sa disposition. Cette édition intègre l'importante tradition des scholies, mais ne donne que trente-deux livres complets, sept autres en partie, et les vingt-et-un autres sous forme de courts fragments. Wilhelm-Otto Reitz publia une version un peu augmentée à Leyde en 1752 (avec quatre livres inédits). Au XIXe siècle, Karl Wilhelm Ernst Heimbach fit une édition nettement plus complète, avec un texte établi plus rigoureusement (6 vol., Leipzig, 1833-1870). Enfin, l'édition la plus récente est celle de Herman Jan Scheltema (17 vol., Groningue, 1953-1988). Le recueil des Novelles de Léon VI a été édité en 1944 par Alphonse Dain et Pierre Noailles (Paris, Les Belles Lettres).